# Lemma (Rossana)
Pour les articles homonymes, voir Lemma.

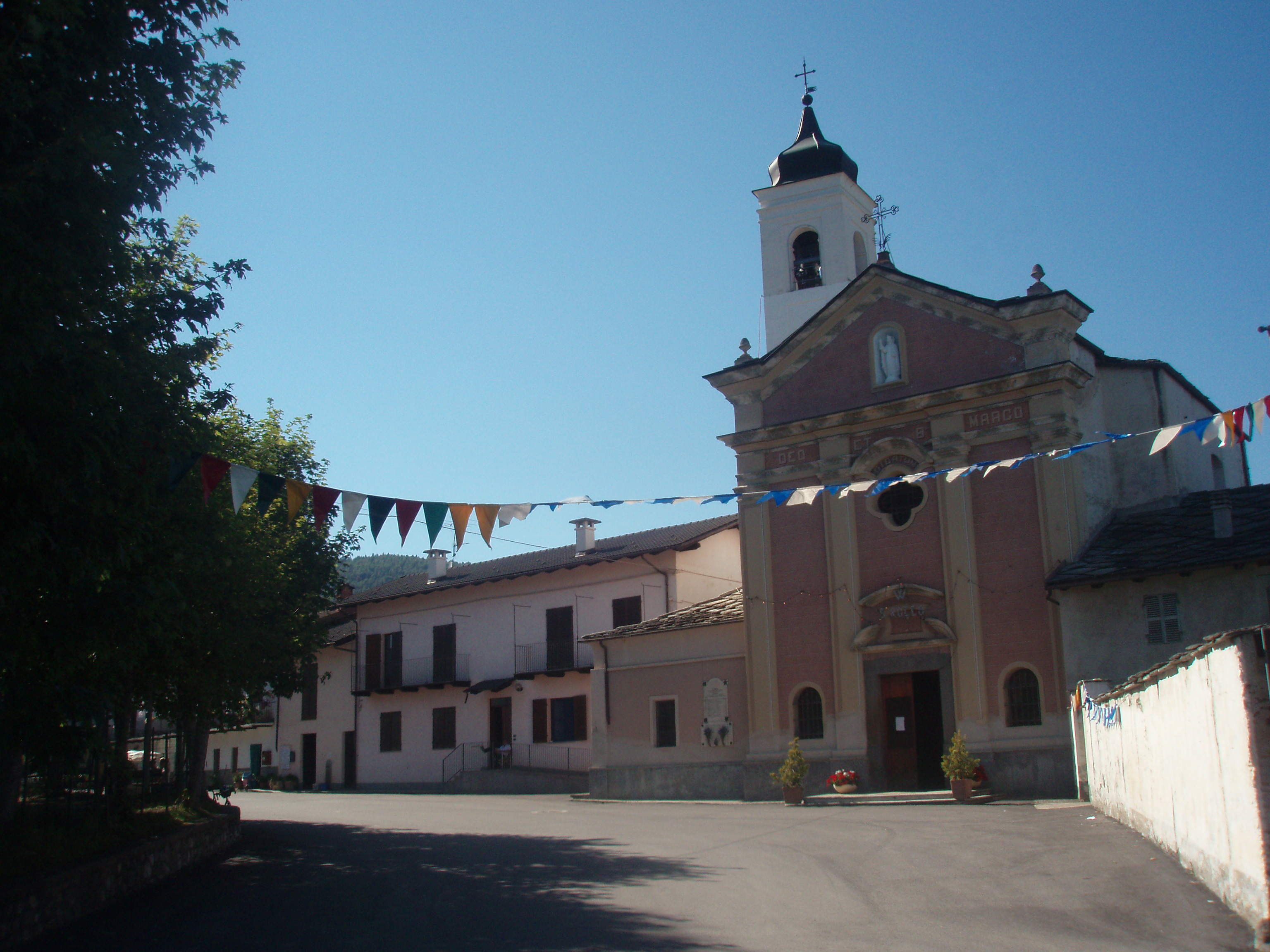
La place de Lemma avec l'église Saint Marc

Lemma est une frazione de 9 habitants de la commune italienne de Rossana, dans la province de Coni, au Piémont. Lemma se trouve dans les Alpes cottiennes, proche de la frontière franco-italienne et fait partie des vallées occitanes italiennes.

## Géographie
Le nom de Lemma proviendrait de « Limina » qui signifie « seuil » mais aussi « frontière ». En effet, Lemma se trouve à la frontière entre le val Maira et la Valle Varaita.
Plusieurs bourgades font partie de Lemma, dont les plus importantes sont Borgata Grossa (située à 900 m), Borgata Bonetto et Borgata Prasecco.

## Lieux d'intérêt
La grande place de Lemma et la route qui mène de Rossane ont été aménagés par les habitants en 1951. Avant, il n'existait qu'un simple chemin muletier.

### Édifices religieux
L'église dédiée à Saint Marc fut consacrée le 5 décembre 1520 par Mgr Giovanni Francesco Rovera, évêque de Turin, par l'intermédiaire de son vicaire De Provanis. Le christianisme a été porté par les moines bénédictins de Peralba de Venasca, liés à Venise.
À droite de l'église se trouve le cimetière ouvert en 1836. À côté du cimetière se trouve la chapelle de Saint Roch, le saint patron, fondée au XVIe siècle.
Il y a aussi une autre chapelle dédiée à Saint Bernard qui peut être atteinte par la bourgade Culin ou la bourgade Grossa, à une demi-heure de marche de la place de Lemma.

### La place
À gauche de l'église Saint Marc se trouve la vieille école primaire qui a accueilli des élèves jusqu'à la fin des années 1980. Elle est maintenant utilisée seulement pendant l'été pour des expositions. À côté de la vieille école se trouve l'auberge la Trattoria della Posta.
Il ne reste plus que quelques personnes qui vivent toute l'année à Lemma, alors qu'il y en avait encore environ 900 au début du XXe siècle. La population est descendue vivre dans la plaine ou a émigré vers la France, principalement sur la côte entre Nice et Marseille. Leurs descendants reviennent de temps en temps pour voir d'où venaient leurs ancêtres mais aussi pour restaurer la maison familiale.
Ainsi, Lemma continue à vivre grâce aux personnes qui restent attachées à ces lieux et qui y reviennent l'été.

### Musées
Dans la Borgata Grossa se trouve l'Ecomuseo della resistenza (musée de la résistance) où sont racontées les tristes évènements de la résistance italienne, en particulier de la 181e brigade Garibaldi qui a été très active dans ces vallées. Pendant l'été 1944, la montagne était complètement contrôlée par les brigades de la résistance, de telle sorte qu'une "République de la Vallée Variata" exista pendant 71 jours. Le centre de cette République fut venasca, qui à partir du 8 septembre 1943 a été le siège du premier commandement de la résistance dans la région.

### Sentiers de la liberté
De Lemma part un des cinq itinéraires du circuit I Sentieri della libertà (les sentiers de la liberté) qui font partie du Musée "diffusé" de la Résistance, de la Déportation, de la Guerre des Droits et de la Liberté, réalisé par la Province de Coni, la Comunità Montana, la Mairie de Rossana e par l'Institut pour l’histoire du Mouvement de Libération en Italie. Ces itinéraires sont indiqués avec le logo "I Sentieri della libertà" et par les couleurs vert et rouge.